# 萊克肖爾 (佛羅里達州)
萊克肖爾（英語：Lakeshore）是位於美國佛羅里達州波爾克縣的一個非建制地區。該地的面積和人口皆未知。

## 地理
萊克肖爾的座標為27°51′26″N 81°24′45″W / 27.85722°N 81.41250°W，而該地的平均海拔高度為20米（即66英尺）。